# Parc d'État de St. Andrews
Le parc d'État de St. Andrews (en anglais : St. Andrews State Park) est une réserve naturelle située dans l'État de Floride, au sud-est des États-Unis, dans le comté de Bay. Ancien terrain militaire, il offre une grande variété d’activités aux visiteurs (sports nautiques, plongée, kayak, pêche). Ses plages s’ouvrent sur le golfe du Mexique et sur le Grand Lagoon.

## Photographies

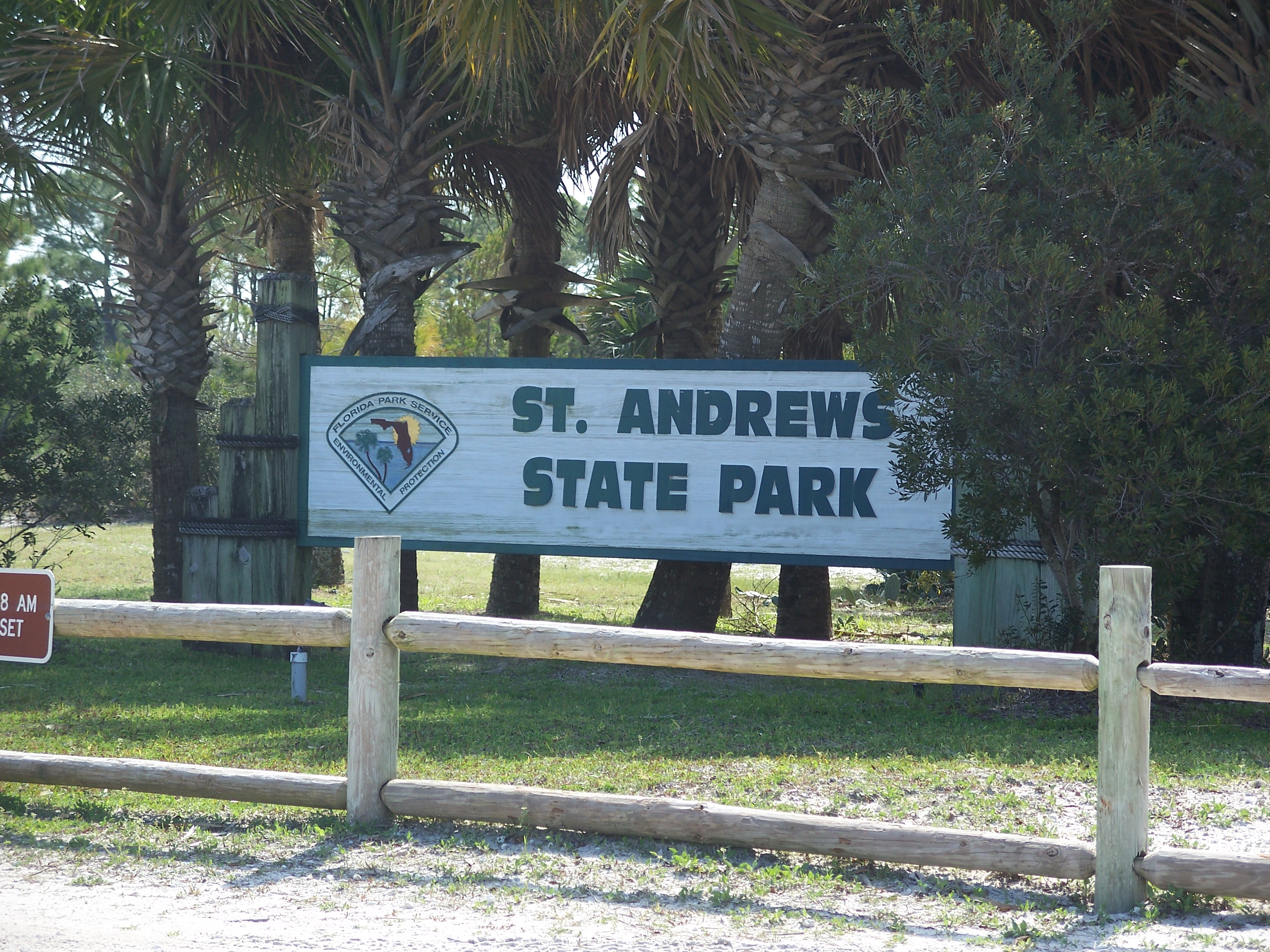
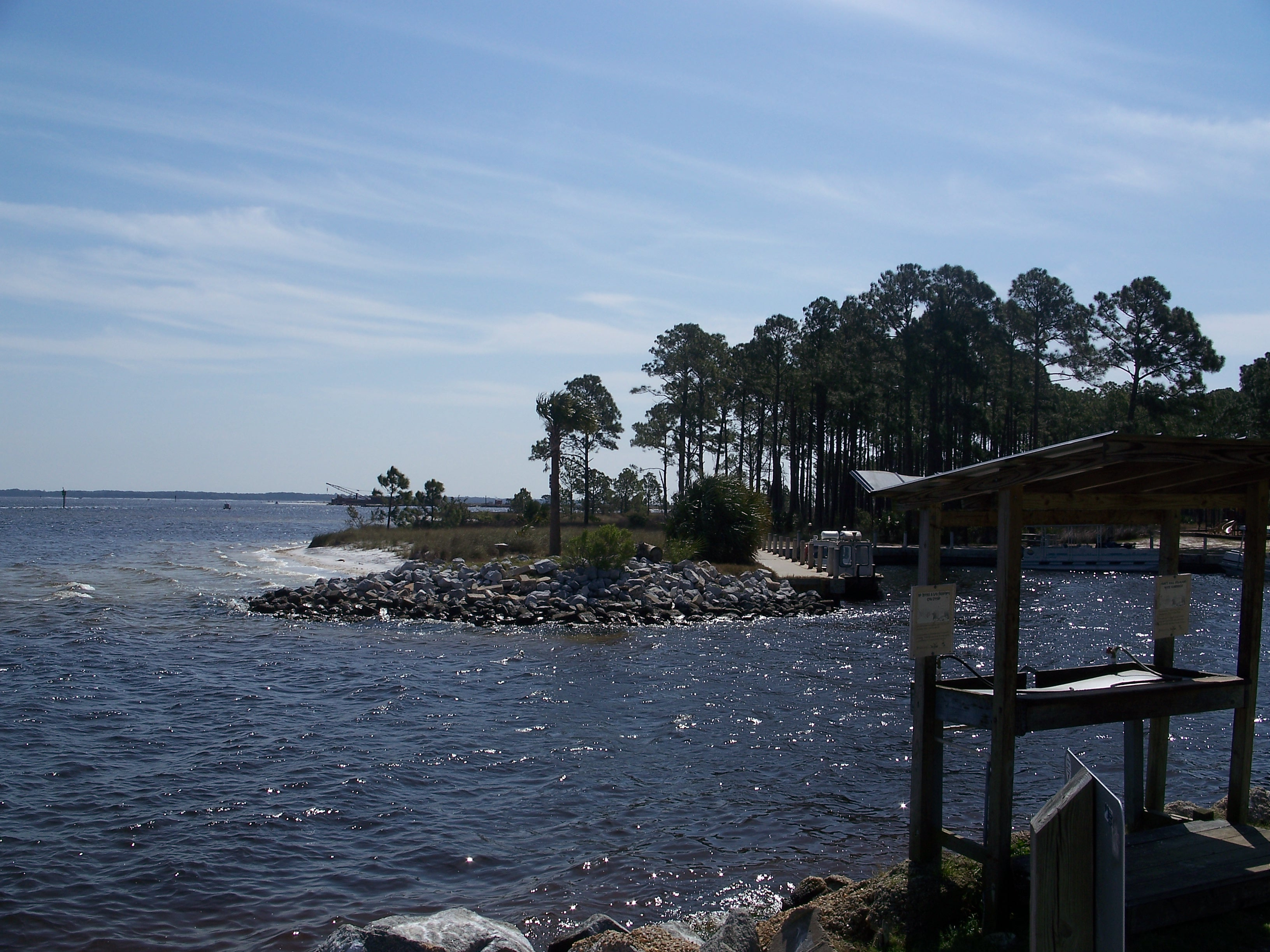
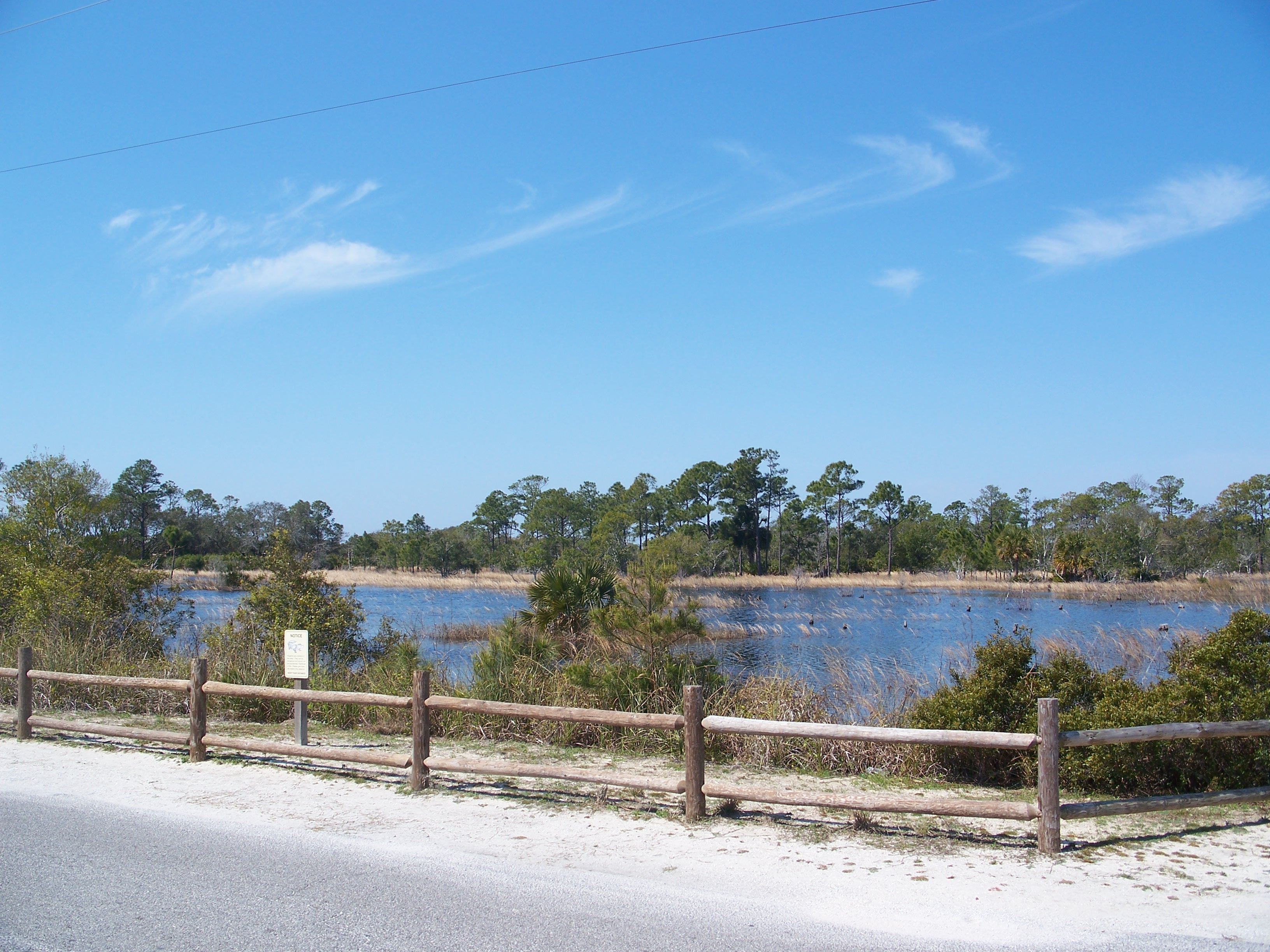